# Коламбус-Джанкшен (Айова)
Коламбус-Джанкшен (англ. Columbus Junction) — місто (англ. city) в США, в окрузі Луїза штату Айова. Населення — 1830 осіб (2020).

## Географія
Коламбус-Джанкшен розташований за координатами 41°16′43″ пн. ш. 91°21′54″ зх. д. / 41.27861° пн. ш. 91.36500° зх. д. (41.278734, -91.365080).  За даними Бюро перепису населення США в 2010 році місто мало площу 5,67 км², уся площа — суходіл.

## Демографія
Згідно з переписом 2010 року, у місті мешкало 1899 осіб у 687 домогосподарствах у складі 468 родин. Густота населення становила 335 осіб/км².  Було 760 помешкань (134/км²).
Расовий склад населення:
| - 74,2 % — білих - 3,4 % — азіатів - 1,6 % — чорних або афроамериканців - 0,3 % — корінних американців - 17,4 % — осіб інших рас |

До двох чи більше рас належало 3,0 %. Частка іспаномовних становила 48,0 % від усіх жителів.
За віковим діапазоном населення розподілялося таким чином: 27,1 % — особи молодші 18 років, 59,9 % — особи у віці 18—64 років, 13,0 % — особи у віці 65 років та старші. Медіана віку мешканця становила 35,9 року. На 100 осіб жіночої статі у місті припадало 107,3 чоловіків;  на 100 жінок у віці від 18 років та старших — 106,9 чоловіків також старших 18 років.
Середній дохід на одне домашнє господарство  становив 52 216 доларів США (медіана — 49 167), а середній дохід на одну сім'ю — 57 835 доларів (медіана — 55 069). Медіана доходів становила 35 321 долар для чоловіків та 26 146 доларів для жінок. За межею бідності перебувало 17,0 % осіб, у тому числі 27,4 % дітей у віці до 18 років та 17,1 % осіб у віці 65 років та старших.
Цивільне працевлаштоване населення становило 984 особи. Основні галузі зайнятості: виробництво — 51,3 %, освіта, охорона здоров'я та соціальна допомога — 12,5 %, транспорт — 6,8 %, роздрібна торгівля — 5,6 %.